# 457 до н. е.

## Події
- Афіни: обрання архонта із верстви зевгітів.
- битва при Танагрі[d] (див. також Танагра).